# Val Canale (Pasubio)
La Val Canale è un solco vallivo nel versante meridionale del massiccio del Pasubio, nelle Prealpi Venete.
Guardando il Pasubio dalla pianura veneta è evidente il solco della Val Canale, che appare come un imbuto sul lato occidentale del Pasubio, appena sotto la Cima Palon.

È delimitata sulla destra orografica dalla dorsale che dal Cogolo Alto porta al Soglio dell'Incudine e alla Pria Favella, dall'altro lato è chiusa dalla dorsale del Soglio Rosso.
Rappresenta la più diretta e veloce via d'accesso alla Zona Sacra del Pasubio dal versante vicentino, attraverso la Via Normale che fu, nel corso della prima guerra mondiale, il principale accesso alla prima linea per chi saliva a piedi. Le salmerie salivano invece dalla strada degli Scarubbi e poi, nel 1918, dalla strada delle 52 gallerie.
Il sentiero si stacca dalla ex strada statale 46 del Pasubio poco prima del Passo del Pian delle Fugazze, presso la ex Colonia Marzotto, salendo l'impervio versante.
Una variante più difficile è la Direttissima che sale il Boale d'inverno, così denominato in quanto durante la stagione invernale è più facilmente accessibile rispetto alla via normale.
La parte alta della Val Canale è solcata dalla strada degli Eroi che, tramite la Galleria d'Havet, passa dalla Val di Fieno alla destra orografica della Valle, tagliandola poi in quota sulle rocce a strapiombo, fino ad arrivare alle Porte del Pasubio.
Sul lato della Val Canale delle Porte sorge oggi il rifugio Achille Papa, sul luogo dove durante la prima guerra mondiale sorgevano i baraccamenti italiani detti el Milanin. La posizione fu scelta in quanto la Val Canale era in posizione protetta dal fuoco delle artiglierie austro-ungariche.
Nell'impluvio della Val Canale ha le sue sorgenti il torrente Leogra.